# حادثه تنمایا

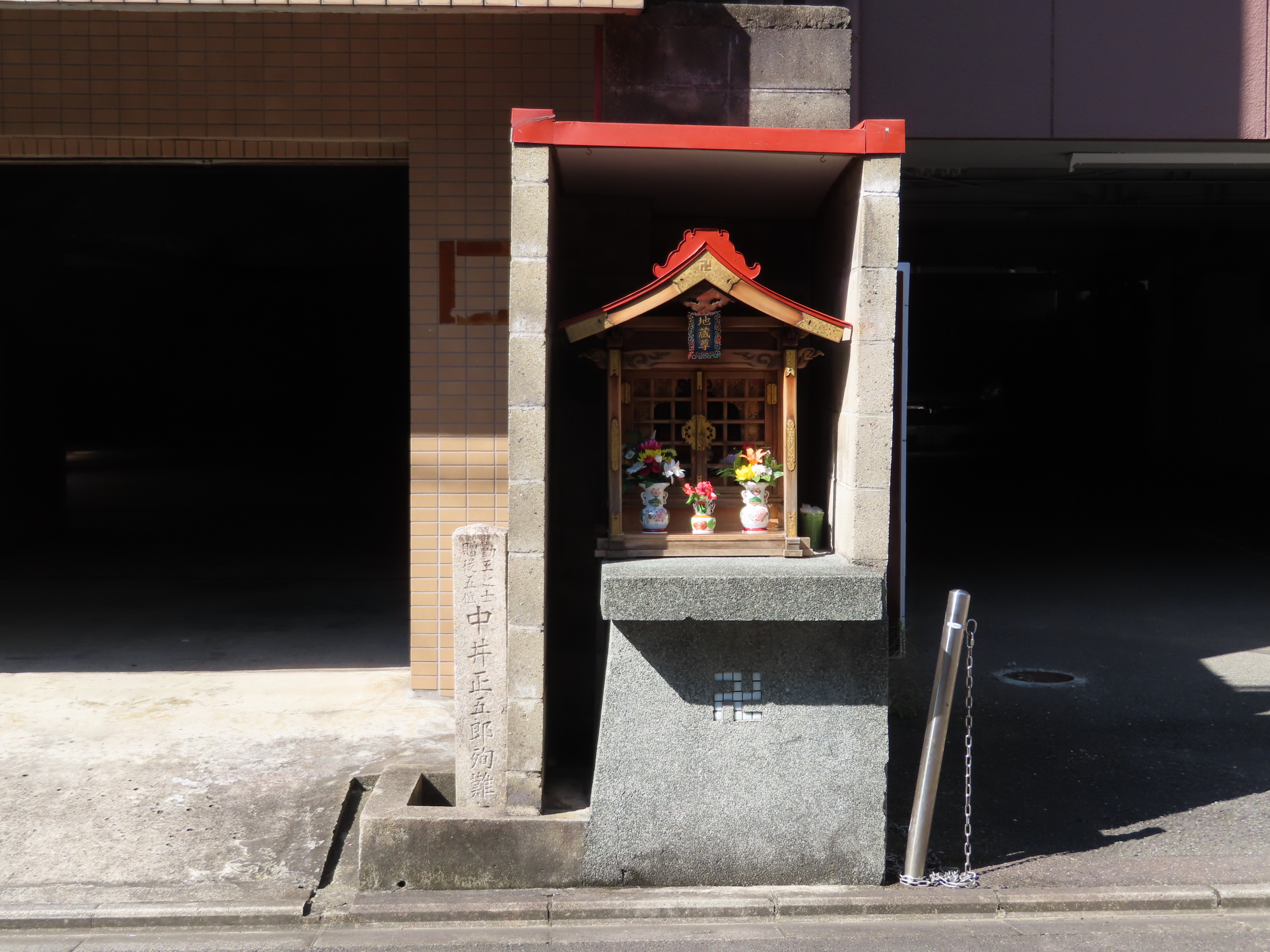
بنای یادبود سنگی در محل سابق تنمایا (اکتبر ۲۰۲۱)

حادثه تنمایا (به ژاپنی: 天満屋事件 てんまやじけん)، این حادثه زمانی رخ داد که اعضای کایئنتای و ریکوئن-تای به مهمانخانه تنمایا در آبورانوکوجی، کیوتو حمله کردند، به سامورایی قلمرو کیشو، میئورا یاسوشی، حمله کردند و علیه شینسنگومی جنگیدند.

## پیشینه
موتسو مونمیتسو شنید که میئورا یاسوشی، یک سامورایی از قلمرو کیشو که در آن زمان از طرفداران قدرتمند شوگون‌سالاری بود، در تبانی با گوزو آیدا و دیگران، در کیوتو دست به اقدامات نگران‌کننده‌ای زده است، و مغز متفکر پشت ترورهای ساکاموتو ریوما و ناکائوکا شینتارو (حادثه اومیا) همان قلمرو کیشو بود که از ریوما به خاطر مجبور کردن آنها به پرداخت غرامت هنگفت برای غرق کردن ایروها مارو کینه داشت. او سپس با اعضای کایئنتای و ریکوئن-تای نقشه کشید تا میئورا اسوشی، که از سامورایی‌های کیشو بود، را بکشد. سامورایی‌های کیشو که خطر را حس کرده بودند، از شینسنگومی خواستند تا از طریق آیزو از میئورا محافظت کنند. در تنمایا، هفت عضو شینسنگومی، از جمله سایتو هاجیمه و اویشی کوواجیرو، برای محافظت از میئورا کیوتارو منصوب شدند.
در ۱ ژانویه ۱۸۶۸، در مجموع ۱۶ مرد (یا ۱۵ نفر) از اعضای کایِنتای و ریکوئنتای، به میئورا کیوتارو و اعضای شینسنگومی که در طبقه دوم تنمایا مهمانی نوشیدنی برگزار کرده بودند، حمله کردند. وقتی آنها به هم رسیدند، ناکای شوگورو گفت: «مئیورا-سان، مرا تنها بگذار» و با شمشیر خود حمله کرد و میئورا کیوتارو را از ناحیه گونه و چانه زخمی کرد. پس از آن، دو نیرو درگیر نبرد شدند، اما چراغ‌ها خاموش شدند و نبرد در تاریکی رخ داد. سایتو هاجیمه از پشت مورد حمله قرار گرفت و نزدیک بود جان خود را از دست بدهد، اما آمدو کاتسونوشین (یک سرباز هیتای) از او محافظت کرد. با شنیدن این حادثه، شینسنگومی و قلمرو کیشو برای کمک رفتند، اما زمانی که رسیدند، موتسو و دیگران به سرعت عقب‌نشینی کرده بودند.
در این حادثه، ناکای شوگورو کشته شد و دو یا سه نفر از طرف مهاجم زخمی شدند. از سوی دیگر، شینسنگومی‌ها متحمل مرگ میاگاوا نوبویوشی و فوناتسو کاماتارو، یک جراحت جدی و سه جراحت سبک شدند، در حالی که قلمرو کیشو دچار جراحاتی به میئورا، میاکه سیچی و سکی جینوسوکه شد. (تاریخ نانکی توکوگاوا همچنین بیان می‌کند که ساوا، توزائمون، ملازم جوان میئورا، و یک رفیق جوان خاص که زیردست او بودند، هر سه توسط نیزه‌ها زخمی شدند و مردند) ناگاکورا تسونه، سامورایی از قلمرو اوبی و برادر بزرگتر اوگورا توکوهی، در صحنه حادثه حضور داشت. یک بنای یادبود سنگی در محل حادثه در آبورانوکوجی شومند-دوری در بخش شیموگیو شهر کیوتو برپا شده است.